# Turagajčaj
Turagajčaj (azerski: Turağayçay) je rijeka u Azerbajdžanu. Teče kroz Mali Kavkaz. Duga je 35 km. Izvire na Malom Kavkazu. Lijeva je pritoka Tartara.